# 1998-as Formula–1 luxemburgi nagydíj
A luxemburgi nagydíj volt az 1998-as Formula–1 világbajnokság tizenötödik futama.

## Futam
|    | Rsz. | Versenyző             | Csapat              | Körök | Idő/Kiesések | Rajthely | Pontok |
| -- | ---- | --------------------- | ------------------- | ----- | ------------ | -------- | ------ |
| 1  | 8    | Mika Häkkinen         | McLaren-Mercedes    | 67    | 1'32:15,2    | 3        | 10     |
| 2  | 3    | Michael Schumacher    | Ferrari             | 67    | +2,211       | 1        | 6      |
| 3  | 7    | David Coulthard       | McLaren-Mercedes    | 67    | +34,163      | 5        | 4      |
| 4  | 4    | Eddie Irvine          | Ferrari             | 67    | +58,182      | 2        | 3      |
| 5  | 2    | Heinz-Harald Frentzen | Williams-Mecachrome | 67    | +1:00,247    | 7        | 2      |
| 6  | 5    | Giancarlo Fisichella  | Benetton-Playlife   | 67    | +1:01,359    | 4        | 1      |
| 7  | 6    | Alexander Wurz        | Benetton-Playlife   | 67    | +1:04.789    | 8        |        |
| 8  | 1    | Jacques Villeneuve    | Williams-Mecachrome | 66    | +1 kör       | 9        |        |
| 9  | 9    | Damon Hill            | Jordan-Mugen-Honda  | 66    | +1 kör       | 10       |        |
| 10 | 14   | Jean Alesi            | Sauber-Petronas     | 66    | +1 kör       | 11       |        |
| 11 | 18   | Rubens Barrichello    | Stewart-Ford        | 65    | +2 kör       | 12       |        |
| 12 | 11   | Olivier Panis         | Prost-Peugeot       | 65    | +2 kör       | 15       |        |
| 13 | 19   | Jos Verstappen        | Stewart-Ford        | 65    | +2 kör       | 18       |        |
| 14 | 17   | Mika Salo             | Arrows              | 65    | +2 kör       | 16       |        |
| 15 | 22   | Nakano Sindzsi        | Minardi-Ford        | 65    | +2 kör       | 20       |        |
| 16 | 21   | Takagi Toranoszuke    | Tyrrell-Ford        | 65    | +2 kör       | 19       |        |
| Hn | 23   | Esteban Tuero         | Minardi-Ford        | 56    | +11 kör      | 21       |        |
| Ki | 10   | Ralf Schumacher       | Jordan-Mugen-Honda  | 53    | fékek        | 6        |        |
| Ki | 15   | Johnny Herbert        | Sauber-Petronas     | 37    | motorhiba    | 13       |        |
| Ki | 20   | Ricardo Rosset        | Tyrrell-Ford        | 36    | motorhiba    | 22       |        |
| Ki | 12   | Jarno Trulli          | Prost-Peugeot       | 6     | erőátvitel   | 14       |        |
| Ki | 16   | Pedro Diniz           | Arrows              | 6     | hidraulika   | 17       |        |

## A világbajnokság élmezőnyének állása a verseny után
| H  | Versenyzők         | Pont | H  | Konstruktőrök       | Pont |
| -- | ------------------ | ---- | -- | ------------------- | ---- |
| 1. | Mika Häkkinen      | 90   | 1. | McLaren-Mercedes    | 142  |
| 2. | Michael Schumacher | 86   | 2. | Ferrari             | 127  |
| 3. | David Coulthard    | 52   | 3. | Williams-Mecachrome | 35   |
| 4. | Eddie Irvine       | 41   | 4. | Benetton-Playlife   | 33   |
| 5. | Jacques Villeneuve | 20   | 5. | Jordan-Mugen-Honda  | 31   |

## Statisztikák
Vezető helyen:
- Michael Schumacher: 24 (1-24)
- Mika Häkkinen: 43 (25-67)

Mika Häkkinen 8. győzelme, 7. leggyorsabb köre, Michael Schumacher 19. pole-pozíciója.
- McLaren 115. győzelme.